# Zweden op de Olympische Zomerspelen 2020
Zweden heeft deelgenomen aan de Olympische Zomerspelen 2020 in Tokio, Japan.

## Atleten
Hieronder volgt een overzicht van de atleten die deelnamen aan de Olympische Zomerspelen 2020.
| sport          | vrouwen | mannen | totaal |
| -------------- | ------- | ------ | ------ |
| Atletiek       | 9       | 11     | 20     |
| Badminton      | 0       | 1      | 1      |
| Boogschieten   | 1       | 0      | 1      |
| Boksen         | 1       | 1      | 2      |
| Gewichtheffen  | 1       | 0      | 1      |
| Golf           | 2       | 2      | 4      |
| Gymnastiek     | 1       | 1      | 2      |
| Handbal        | 15      | 15     | 30     |
| Judo           | 1       | 3      | 4      |
| Kanovaren      | 1       | 2      | 3      |
| Paardensport   | 8       | 4      | 12     |
| Roeien         | 1       | 0      | 1      |
| Schietsport    | 0       | 1      | 1      |
| Schoonspringen | 1       | 0      | 1      |
| Skateboarden   | 0       | 1      | 1      |
| Tafeltennis    | 2       | 3      | 5      |
| Tennis         | 1       | 0      | 1      |
| Voetbal        | 18      | 0      | 18     |
| Wielersport    | 1       | 0      | 1      |
| Worstelen      | 2       | 1      | 3      |
| Zeilen         | 4       | 5      | 9      |
| Zwemmen        | 6       | 4      | 10     |
| totaal         | 80      | 56     | 136    |

## Medailleoverzicht
| Sport        | Olympiër(s) | Onderdeel                   | Medaille |
| ------------ | --- | --------------------------- | -------- |
| Atletiek     | Daniel Ståhl | discus (m)                  | Goud     |
| Atletiek     | Armand Duplantis | polsstok (m)                | Goud     |
| Paardensport | Malin Baryard-Johnsson Henrik von Eckermann Peder Fredricson | springen team               | Goud     |
| Atletiek     | Simon Pettersson | discus (m)                  | Zilver   |
| Paardensport | Peder Fredricson | springen individueel        | Zilver   |
| Voetbal      | Voetbalteam vrouwen Hedvig Lindahl Jonna Andersson Emma Kullberg Hanna Glas Hanna Bennison Magdalena Eriksson Madelen Janogy Lina Hurtig Kosovare Asllani Sofia Jakobsson Stina Blackstenius Jennifer Falk Amanda Ilested Nathalie Björn Olivia Schough Filippa Angeldal Caroline Seger Fridolina Rolfö Anna Anvegård Julia Roddar Rebecka Blomqvist Zećira Mušović | vrouwen                     | Zilver   |
| Zeilen       | Josefin Olsson | Laser vrouwen               | Zilver   |
| Zeilen       | Fredrik Bergström Anton Dahlberg | 470 mannen                  | Zilver   |
| Zwemmen      | Sarah Sjöström | 50 meter vrije slag vrouwen | Zilver   |

## Sporten

### Atletiek
Mannen
Loopnummers
| atleet            | onderdeel          | series  | series | kwartfinale | kwartfinale | halve finale   | halve finale   | finale         | finale         |
| atleet            | onderdeel          | tijd    | rang   | tijd        | rang        | tijd           | rang           | tijd           | rang           |
| ----------------- | ------------------ | ------- | ------ | ----------- | ----------- | -------------- | -------------- | -------------- | -------------- |
| Andreas Kramer    | 800 m              | 1.46,44 | 5      | n.v.t.      | n.v.t.      | niet geplaatst | niet geplaatst | niet geplaatst | niet geplaatst |
| Kalle Berglund    | 1500 m             | 3.49,43 | 12     | n.v.t.      | n.v.t.      | niet geplaatst | niet geplaatst | niet geplaatst | niet geplaatst |
| Perseus Karlström | 20 km snelwandelen | n.v.t.  | n.v.t. | n.v.t.      | n.v.t.      | n.v.t.         | n.v.t.         | 1:22.29        | 9              |
| Vidar Johansson   | 3000m steeplechase | 8.32,86 | 10     | n.v.t.      | n.v.t.      | niet geplaatst | niet geplaatst | niet geplaatst | niet geplaatst |
| Emil Blomberg     | 3000m steeplechase | 8.39,57 | 13     | n.v.t.      | n.v.t.      | niet geplaatst | niet geplaatst | niet geplaatst | niet geplaatst |
| Simon Sundström   | 3000m steeplechase | 8.29,84 | 11     | n.v.t.      | n.v.t.      | niet geplaatst | niet geplaatst | niet geplaatst | niet geplaatst |

Technische nummers
| atleet           | onderdeel            | kwalificaties | kwalificaties | finale         | finale         |
| atleet           | onderdeel            | afstand       | rang          | afstand        | rang           |
| ---------------- | -------------------- | ------------- | ------------- | -------------- | -------------- |
| Simon Petterson  | discuswerpen         | 64,18         | 7 q           | 67,39          | Zilver         |
| Daniel Ståhl     | discuswerpen         | 66,12         | 1 Q           | 68,90          | Goud           |
| Wictor Petersson | kogelstoten          | 19,73         | 28            | niet geplaatst | niet geplaatst |
| Armand Duplantis | polsstokhoogspringen | 5,75          | 3 q           | 6,02           | Goud           |
| Kim Amb          | speerwerpen          | 82,40         | 12 q          | 79,69          | 11             |
| Thobias Montler  | verspringen          | 8,01          | 8 q           | 8,08           | 7              |

Vrouwen
Loopnummers
| atlete             | onderdeel | series | series | kwartfinale | kwartfinale | halve finale | halve finale | finale   | finale |
| atlete             | onderdeel | tijd   | rang   | tijd        | rang        | tijd         | rang         | tijd     | rang   |
| ------------------ | --------- | ------ | ------ | ----------- | ----------- | ------------ | ------------ | -------- | ------ |
| Meraf Bahta        | 10.000 m  | n.v.t. | n.v.t. | n.v.t.      | n.v.t.      | n.v.t.       | n.v.t.       | 32.10,49 | 18     |
| Sarah Lahti        | 10.000 m  | n.v.t. | n.v.t. | n.v.t.      | n.v.t.      | n.v.t.       | n.v.t.       | DNF      | DNF    |
| Carolina Wikströmm | marathon  | n.v.t. | n.v.t. | n.v.t.      | n.v.t.      | n.v.t.       | n.v.t.       | 2:33.19  | 22     |

Technische nummers
| atlete             | onderdeel            | kwalificaties | kwalificaties | finale         | finale         |
| atlete             | onderdeel            | afstand       | rang          | afstand        | rang           |
| ------------------ | -------------------- | ------------- | ------------- | -------------- | -------------- |
| Erika Kinsey       | hoogspringen         | 1,93          | 15            | niet geplaatst | niet geplaatst |
| Maja Nilsson       | hoogspringen         | 1,95          | 11 Q          | 1,84           | 13             |
| Fanny Roos         | kogelstoten          | 19,01         | 4 Q           | 18,91          | 7              |
| Angelica Bengtsson | polsstokhoogspringen | 4,55          | 12 q          | 4,40           | 13             |
| Michaela Meijer    | polsstokhoogspringen | 4,40          | 16            | niet geplaatst | niet geplaatst |
| Khaddi Sagnia      | verspringen          | 6,76          | 7 Q           | 6,67           | 9              |

### Badminton
Mannen
| atleet          | onderdeel | groepsfase                | groepsfase              | groepsfase           | groepsfase | eliminatie           | kwartfinale          | halve finale         | finale / BM          | finale / BM |
| atleet          | onderdeel | tegenstander uitslag      | tegenstander uitslag    | tegenstander uitslag | rang       | tegenstander uitslag | tegenstander uitslag | tegenstander uitslag | tegenstander uitslag | rang        |
| --------------- | --------- | ------------------------- | ----------------------- | -------------------- | ---------- | -------------------- | -------------------- | -------------------- | -------------------- | ----------- |
| Felix Burestedt | enkelspel | Chou T-c V (12–21, 11–21) | B Yang W (21–12, 21–17) | n.v.t.               | 2          | niet geplaatst       | niet geplaatst       | niet geplaatst       | niet geplaatst       | 15          |

### Boksen
Mannen
| atleet       | onderdeel     | eerste ronde           | tweede ronde           | kwartfinale            | halve finale           | finale                 | finale         |
| atleet       | onderdeel     | tegenstander resultaat | tegenstander resultaat | tegenstander resultaat | tegenstander resultaat | tegenstander resultaat | rang           |
| ------------ | ------------- | ---------------------- | ---------------------- | ---------------------- | ---------------------- | ---------------------- | -------------- |
| Adam Chartoi | middelgewicht | Verón V 0 - 5          | niet geplaatst         | niet geplaatst         | niet geplaatst         | niet geplaatst         | niet geplaatst |

Vrouwen
| atlete           | onderdeel    | eerste ronde           | tweede ronde           | kwartfinale            | halve finale           | finale                 | finale         |
| atlete           | onderdeel    | tegenstander resultaat | tegenstander resultaat | tegenstander resultaat | tegenstander resultaat | tegenstander resultaat | rang           |
| ---------------- | ------------ | ---------------------- | ---------------------- | ---------------------- | ---------------------- | ---------------------- | -------------- |
| Agnes Alexiusson | lichtgewicht | Wu Shih-yi V 1 - 4     | niet geplaatst         | niet geplaatst         | niet geplaatst         | niet geplaatst         | niet geplaatst |

### Boogschieten
Vrouwen
| atleet              | onderdeel   | plaatsingsronde | plaatsingsronde | eerste ronde         | tweede ronde         | derde ronde          | kwartfinale          | halve finale         | finale / BM          | finale / BM |
| atleet              | onderdeel   | score           | rang            | tegenstander uitslag | tegenstander uitslag | tegenstander uitslag | tegenstander uitslag | tegenstander uitslag | tegenstander uitslag | rang        |
| ------------------- | ----------- | --------------- | --------------- | -------------------- | -------------------- | -------------------- | -------------------- | -------------------- | -------------------- | ----------- |
| Christine Bjerendal | individueel | 622             | 55              | C Rebagliati V 2 – 6 | niet geplaatst       | niet geplaatst       | niet geplaatst       | niet geplaatst       | niet geplaatst       | 33          |

### Gewichtheffen
Vrouwen
| atleet            | onderdeel | trekken | trekken | stoten | stoten | totaal | rang |
| atleet            | onderdeel | score   | rang    | score  | rang   | totaal | rang |
| ----------------- | --------- | ------- | ------- | ------ | ------ | ------ | ---- |
| Patricia Strenius | -76 kg    | 102     | 7       | 133    | 4      | 235    | 4    |

### Golf
Mannen
| atleet           | onderdeel | eerste ronde | tweede ronde | derde ronde | vierde ronde | totaal | totaal | totaal |
| atleet           | onderdeel | score        | score        | score       | score        | score  | par    | rang   |
| ---------------- | --------- | ------------ | ------------ | ----------- | ------------ | ------ | ------ | ------ |
| Alex Norén       | mannen    | 67           | 67           | 72          | 67           | 273    | -11    | 16     |
| Henrik Norlander | mannen    | 68           | 73           | 72          | 67           | 280    | -4     | 45     |

Vrouwen
| atleet            | onderdeel | eerste ronde | tweede ronde | derde ronde | vierde ronde | totaal | totaal | totaal |
| atleet            | onderdeel | score        | score        | score       | score        | score  | par    | rang   |
| ----------------- | --------- | ------------ | ------------ | ----------- | ------------ | ------ | ------ | ------ |
| Anna Nordqvist    | vrouwen   | 72           | 69           | 68          | 70           | 279    | -5     | 23     |
| Madelene Sagström | vrouwen   | 66           | 68           | 71          | 72           | 277    | -7     | 20     |

### Gymnastiek

#### Turnen
Mannen
| atleet         | onderdeel | kwalificatie | kwalificatie | kwalificatie | kwalificatie | kwalificatie | kwalificatie | kwalificatie | kwalificatie | finale         | finale         | finale         | finale         | finale         | finale         | finale         | finale         |
| atleet         | onderdeel | toestel      | toestel      | toestel      | toestel      | toestel      | toestel      | totaal       | positie      | toestel        | toestel        | toestel        | toestel        | toestel        | toestel        | totaal         | positie        |
| atleet         | onderdeel | vloer        | voltige      | ringen       | sprong       | brug         | rekstok      | totaal       | positie      | vloer          | voltige        | ringen         | sprong         | brug           | rekstok        | totaal         | positie        |
| -------------- | --------- | ------------ | ------------ | ------------ | ------------ | ------------ | ------------ | ------------ | ------------ | -------------- | -------------- | -------------- | -------------- | -------------- | -------------- | -------------- | -------------- |
| David Rumbutis | meerkamp  | 12,166       | 12,033       | 11,200       | 12,716       | 11,713       | 12,533       | 72,765       | 61           | niet geplaatst | niet geplaatst | niet geplaatst | niet geplaatst | niet geplaatst | niet geplaatst | niet geplaatst | niet geplaatst |

Vrouwen
| atlete         | onderdeel     | kwalificatie | kwalificatie | kwalificatie | kwalificatie | kwalificatie | kwalificatie | finale         | finale         | finale         | finale         | finale         | finale         |
| atlete         | onderdeel     | toestel      | toestel      | toestel      | toestel      | totaal       | positie      | toestel        | toestel        | toestel        | toestel        | totaal         | positie        |
| atlete         | onderdeel     | sprong       | brug         | balk         | vloer        | totaal       | positie      | sprong         | brug           | balk           | vloer          | totaal         | positie        |
| -------------- | ------------- | ------------ | ------------ | ------------ | ------------ | ------------ | ------------ | -------------- | -------------- | -------------- | -------------- | -------------- | -------------- |
| Jonna Adlerteg | brug ongelijk |              | 14,533       |              |              |              | 12           | niet geplaatst | niet geplaatst | niet geplaatst | niet geplaatst | niet geplaatst | niet geplaatst |

### Handbal
Mannen
| Olympiër | Onderdeel | Resultaat   |
| --- | --------- | ----------- |
| Jonathan Carlsbogård Max Darj Niclas Ekberg Daniel Pettersson Andreas Palicka Hampus Wanne Mikael Aggefors Fredric Pettersson Felix Claar Lucas Pellas Albin Lagergren Jim Gottfridsson Oskar Sunnefeldt Lukas Sandell Anton Lindskog | Mannen    | kwartfinale |

| Pos | Team       | Wed | W | G | V | Ptn | DV  | DT  | +/− | Kwalificatie |
| --- | ---------- | --- | - | - | - | --- | --- | --- | --- | ------------ |
| 1   | Denemarken | 5   | 4 | 0 | 1 | 8   | 174 | 139 | +35 | Kwartfinales |
| 2   | Egypte     | 5   | 4 | 0 | 1 | 8   | 154 | 134 | +20 | Kwartfinales |
| 3   | Zweden     | 5   | 4 | 0 | 1 | 8   | 144 | 142 | +2  | Kwartfinales |
| 4   | Bahrein    | 5   | 1 | 0 | 4 | 2   | 129 | 149 | −20 | Kwartfinales |
| 5   | Portugal   | 5   | 1 | 0 | 4 | 2   | 143 | 156 | −13 |              |
| 6   | Japan (G)  | 5   | 1 | 0 | 4 | 2   | 146 | 170 | −24 |              |

| Ronde        | Datum          | Lokale tijd    | MEZT           | Land           | Score          | Land           |  |
| ------------ | -------------- | -------------- | -------------- | -------------- | -------------- | -------------- |  |
| groepsfase   |                |                |                |                |                |                |  |
| 24 juli      | 14:15          | 07:15          | Zweden         | 32–31          | Bahrein        |                |  |
| 26 juli      | 21:30          | 14:30          | Zweden         | 28–26          | Japan          |                |  |
| 28 juli      | 11:00          | 04:00          | Zweden         | 29–28          | Portugal       |                |  |
| 30 juli      | 16:15          | 09:15          | Zweden         | 22–27          | Egypte         |                |  |
| 1 augustus   | 21:30          | 14:30          | Zweden         | 33–30          | Denemarken     |                |  |
|              |                |                |                |                |                |                |  |
| kwartfinale  | 3 augustus     | 13:15          | 06:15          | Zweden         | 33–34          | Spanje         |  |
|              |                |                |                |                |                |                |  |
| halve finale | niet geplaatst | niet geplaatst | niet geplaatst | niet geplaatst | niet geplaatst | niet geplaatst |  |
|              |                |                |                |                |                |                |  |
| finale       | niet geplaatst | niet geplaatst | niet geplaatst | niet geplaatst | niet geplaatst | niet geplaatst |  |

Vrouwen
| Olympiër | Onderdeel | Resultaat |
| -------- | --------- | --------- |
|          | Vrouwen   | vierde    |

| Pos | Team            | Wed | W | G | V | Ptn | DV  | DT  | +/− | Kwalificatie |
| --- | --------------- | --- | - | - | - | --- | --- | --- | --- | ------------ |
| 1   | Zweden          | 5   | 3 | 1 | 1 | 7   | 152 | 133 | +19 | Kwartfinales |
| 2   | Russische ploeg | 5   | 3 | 1 | 1 | 7   | 148 | 149 | −1  | Kwartfinales |
| 3   | Frankrijk       | 5   | 2 | 1 | 2 | 5   | 139 | 135 | +4  | Kwartfinales |
| 4   | Hongarije       | 5   | 2 | 0 | 3 | 4   | 142 | 149 | −7  | Kwartfinales |
| 5   | Spanje          | 5   | 2 | 0 | 3 | 4   | 135 | 142 | −7  |              |
| 6   | Brazilië        | 5   | 1 | 1 | 3 | 3   | 133 | 141 | −8  |              |

| Ronde          | Datum      | Lokale tijd | MEZT   | Land   | Score           | Land       |  |
| -------------- | ---------- | ----------- | ------ | ------ | --------------- | ---------- |  |
| groepsfase     |            |             |        |        |                 |            |  |
| 25 juli        | 19:30      | 12:30       | Zweden | 31–24  | Spanje          |            |  |
| 27 juli        | 14:15      | 07:15       | Zweden | 36–24  | Russische ploeg |            |  |
| 29 juli        | 21:30      | 14:30       | Zweden | 28–28  | Frankrijk       |            |  |
| 31 juli        | 16:15      | 09:15       | Zweden | 34–31  | Brazilië        |            |  |
| 2 augustus     | 21:30      | 14:30       | Zweden | 23–26  | Hongarije       |            |  |
|                |            |             |        |        |                 |            |  |
| kwartfinale    | 4 augustus | 13:15       | 06:15  | Zweden | 39–30           | Zuid-Korea |  |
|                |            |             |        |        |                 |            |  |
| halve finale   | 6 augustus | 17:00       | 10:00  | Zweden | 27–29           | Frankrijk  |  |
|                |            |             |        |        |                 |            |  |
| bronzen finale | 8 augustus | 11:00       | 04:00  | Zweden | 19–36           | Noorwegen  |  |

### Judo
Mannen
| atleet       | onderdeel | eerste ronde         | tweede ronde         | derde ronde                | kwartfinale          | halve finale         | herkansing           | finale / BM          | finale / BM    |
| atleet       | onderdeel | tegenstander uitslag | tegenstander uitslag | tegenstander uitslag       | tegenstander uitslag | tegenstander uitslag | tegenstander uitslag | tegenstander uitslag | rang           |
| ------------ | --------- | -------------------- | -------------------- | -------------------------- | -------------------- | -------------------- | -------------------- | -------------------- | -------------- |
| Tommy Macias | −73 kg    | bye                  | Scvortov W 10s1-1s2  | Gjakova L 0-1s1            | niet geplaatst       | niet geplaatst       | niet geplaatst       | niet geplaatst       | niet geplaatst |
| Robin Pacek  | −81 kg    | Thaubani W 100-000   | Aprahamian W 100-001 | Casse V 001-011            | niet geplaatst       | niet geplaatst       | niet geplaatst       | niet geplaatst       | niet geplaatst |
| Marcus Nyman | −90 kg    | bye                  | Finesse W 10-0       | Sherazadishvili V 0s2–10s2 | niet geplaatst       | niet geplaatst       | niet geplaatst       | niet geplaatst       | niet geplaatst |

Vrouwen
| atlete        | onderdeel | eerste ronde         | tweede ronde         | kwartfinale          | halve finale         | herkansing           | finale / BM          | finale / BM    |
| atlete        | onderdeel | tegenstander uitslag | tegenstander uitslag | tegenstander uitslag | tegenstander uitslag | tegenstander uitslag | tegenstander uitslag | rang           |
| ------------- | --------- | -------------------- | -------------------- | -------------------- | -------------------- | -------------------- | -------------------- | -------------- |
| Anna Bernholm | −70 kg    | Landolsi W 10-0s1    | Bellandi V 0s1-1s2   | niet geplaatst       | niet geplaatst       | niet geplaatst       | niet geplaatst       | niet geplaatst |

### Kanovaren
Mannen
Slalom
| atleet      | onderdeel  | series | series | series | series | series    | series | halve finale | halve finale | finale | finale |
| atleet      | onderdeel  | run 1  | rang   | run 2  | rang   | beste run | rang   | tijd         | rang         | tijd   | rang   |
| ----------- | ---------- | ------ | ------ | ------ | ------ | --------- | ------ | ------------ | ------------ | ------ | ------ |
| Erik Holmer | K-1 slalom | 100,36 | 18     | 94,91  | 12     | 94,91     | 16 Q   | 98,45        | 10 Q         | 148,59 | 9      |

Sprint
| atleet         | onderdeel | series | series | kwartfinale | kwartfinale | halve finale | halve finale | finale | finale |
| atleet         | onderdeel | tijd   | rang   | tijd        | rang        | tijd         | rang         | tijd   | rang   |
| -------------- | --------- | ------ | ------ | ----------- | ----------- | ------------ | ------------ | ------ | ------ |
| Petter Menning | K-1 200 m | 34,698 | 1 HF   | bye         | bye         | 35,149       | 3 FA         | 35,562 | 6      |

Vrouwen
Sprint
| atlete          | onderdeel | series   | series | kwartfinale | kwartfinale | halve finale | halve finale | finale   | finale |
| atlete          | onderdeel | tijd     | rang   | tijd        | rang        | tijd         | rang         | tijd     | rang   |
| --------------- | --------- | -------- | ------ | ----------- | ----------- | ------------ | ------------ | -------- | ------ |
| Linnea Stensils | K-1 200 m | 41,109   | 3 KF   | 41,313      | 1 HF        | 38,858       | =4 FA        | 39,287   | 5      |
| Linnea Stensils | K-1 500 m | 1.48,144 | 1 HF   | bye         | bye         | 1.51,902     | 1 FA         | 1.53,600 | 5      |

Legenda: FA=finale A (medailles); FB=finale B (geen medailles); HF=halve finale KF=kwartfinale

### Paardensport

#### Dressuur
| ruiter                                         | paard          | onderdeel   | Grand Prix | Grand Prix | Grand Prix Special | Grand Prix Special | Grand Prix Freestyle | Grand Prix Freestyle | totaal | totaal |
| ruiter                                         | paard          | onderdeel   | score      | rang       | score              | rang               | technisch            | artistiek            | score  | rang   |
| ---------------------------------------------- | -------------- | ----------- | ---------- | ---------- | ------------------ | ------------------ | -------------------- | -------------------- | ------ | ------ |
| Therese Nilshagen                              | Dante Weltino  | individueel | 75.140     | 12 Q       |                    |                    | 79.721               | 14                   | 79.721 | 14     |
| Antonia Ramel                                  | Brother de Jeu | individueel | 68.540     | 35         | niet geplaatst     | niet geplaatst     | niet geplaatst       | 35                   |        |        |
| Juliette Ramel                                 | Buriel         | individueel | 73.369     | 15 Q       | 81.182             | 9                  | 81.182               | 9                    |        |        |
| Therese Nilshagen Antonia Ramel Juliette Ramel | zie boven      | team        | 6969.0     | 6 Q        | 7210.0             | 6                  |                      |                      | 7210.0 | 6      |

#### Eventing
| ruiter                                                                   | paard       | onderdeel   | dressuur    | dressuur | cross-country | cross-country | cross-country | springen     | springen     | springen     | springen             | springen             | springen             | totaal               | totaal               |
| ruiter                                                                   | paard       | onderdeel   | dressuur    | dressuur | cross-country | cross-country | cross-country | kwalificatie | kwalificatie | kwalificatie | finale               | finale               | finale               | totaal               | totaal               |
| ruiter                                                                   | paard       | onderdeel   | strafpunten | rang     | strafpunten   | totaal        | rang          | strafpunten  | totaal       | rang         | strafpunten          | totaal               | rang                 | strafpunten          | rang                 |
| ------------------------------------------------------------------------ | ----------- | ----------- | ----------- | -------- | ------------- | ------------- | ------------- | ------------ | ------------ | ------------ | -------------------- | -------------------- | -------------------- | -------------------- | -------------------- |
| Louise Romeike                                                           | Cato 60     | individueel | 28,00       | 9        | 200,00        | 228,00        | E             | 12           |              |              | niet geplaatst       | niet geplaatst       | niet geplaatst       | niet geplaatst       | niet geplaatst       |
| Ludwig Svennerstål                                                       | Balham Mist | individueel | 35,00       | 40       | Opgegeven     | Opgegeven     | Opgegeven     | Opgegeven    | Opgegeven    | Opgegeven    | Opgegeven            | Opgegeven            | Opgegeven            | Opgegeven            | Opgegeven            |
| Sara Algotsson Ostholt                                                   | Chicuelo    | individueel | -           | -        | 200,00        | 200,00        | W             | 12,80        | TO           | TO           | alleen teamwedstrijd | alleen teamwedstrijd | alleen teamwedstrijd | alleen teamwedstrijd | alleen teamwedstrijd |
| Therese Viklund                                                          | Viscera     | individueel | 28,10       | 11       | 200,00        | 228,10        | E             | 8,40         | TO           | TO           | niet geplaatst       | niet geplaatst       | niet geplaatst       | niet geplaatst       | niet geplaatst       |
| Louise Romeike Ludwig Svennerstål Therese Viklund Sara Algotsson Ostholt | zie boven   | team        | 91.10       | 5        | 620.00        | 711.10        | 14            | 33.20        | 744.30       | 14           |                      |                      |                      | 744.30               | 14                   |

#### Springen
| ruiter                                                       | paard         | onderdeel   | kwalificatie | kwalificatie | finale      | finale | jump-off    | jump-off | jump-off |
| ruiter                                                       | paard         | onderdeel   | strafpunten  | rang         | strafpunten | rang   | strafpunten | tijd     | rang     |
| ------------------------------------------------------------ | ------------- | ----------- | ------------ | ------------ | ----------- | ------ | ----------- | -------- | -------- |
| Malin Baryard-Johnson                                        | Indiana       | individueel | 0            | 1 Q          | 0           | 1      | 0           | 40,76    | 5        |
| Henrick von Eckermann                                        | King Edward   | individueel | 0            | 1 Q          | 0           | 1      | 0           | 39,71    | 4        |
| Peder Fredricson                                             | All In        | individueel | 0            | 1 Q          | 0           | 1      | 0           | 38,02    | Zilver   |
| Malin Barvard-Johnson Henrick von Eckermann Peder Fredricson | zie hierboven | team        | 0            | 1 Q          | 8           | 1      | 0           | 122,90   | Goud     |

### Roeien
Vrouwen
| atlete          | onderdeel | series  | series | herkansingen | herkansingen | kwartfinale | kwartfinale | halve finale | halve finale | finale  | finale |
| atlete          | onderdeel | tijd    | rang   | tijd         | rang         | tijd        | rang        | tijd         | rang         | tijd    | rang   |
| --------------- | --------- | ------- | ------ | ------------ | ------------ | ----------- | ----------- | ------------ | ------------ | ------- | ------ |
| Lovisa Claesson | skiff     | 7.58,41 | 3 KF   | bye          | bye          | 8.16,99     | 4 HC/D      | 7.35,91      | 1 FC         | 7.41,07 | 14     |

Legenda: FA=finale A (medailles); FB=finale B (geen medailles); FC=finale C (geen medailles); FD=finale D (geen medailles); FE=finale E (geen medailles); FF=finale F (geen medailles); HA/B=halve finale A/B; HC/D=halve finale C/D; HE/F=halve finale E/F; KF=kwartfinale; H=herkansing

### Schietsport
Mannen
| atleet         | onderdeel | kwalificaties | kwalificaties | finale         | finale         |
| atleet         | onderdeel | punten        | rang          | punten         | rang           |
| -------------- | --------- | ------------- | ------------- | -------------- | -------------- |
| Stefan Nilsson | skeet     | 119           | 23            | niet geplaatst | niet geplaatst |

### Schoonspringen
Vrouwen
| atlete         | onderdeel | series | series | halve finale | halve finale | finale         | finale         |
| atlete         | onderdeel | punten | rang   | punten       | rang         | punten         | rang           |
| -------------- | --------- | ------ | ------ | ------------ | ------------ | -------------- | -------------- |
| Emma Gulstrand | 3 m plank | 289,65 | 12 Q   | 288,85       | 13           | niet geplaatst | niet geplaatst |

### Skateboarden
Vrouwen
| atleet                   | onderdeel | kwalificaties | kwalificaties | finale         | finale         |
| atleet                   | onderdeel | punten        | rang          | punten         | rang           |
| ------------------------ | --------- | ------------- | ------------- | -------------- | -------------- |
| Oskar Rozenberg Hallberg | park      | 56,66         | 17            | niet geplaatst | niet geplaatst |

### Tafeltennis
Mannen
| atleet                                         | onderdeel | voorronde            | eerste ronde         | tweede ronde         | derde ronde          | vierde ronde             | kwartfinale          | halve finale         | finale / BM          | finale / BM    |
| atleet                                         | onderdeel | tegenstander uitslag | tegenstander uitslag | tegenstander uitslag | tegenstander uitslag | tegenstander uitslag     | tegenstander uitslag | tegenstander uitslag | tegenstander uitslag | rang           |
| ---------------------------------------------- | --------- | -------------------- | -------------------- | -------------------- | -------------------- | ------------------------ | -------------------- | -------------------- | -------------------- | -------------- |
| Mattias Falck                                  | enkelspel | bye                  | bye                  | bye                  | Assar V 3 - 4        | niet geplaatst           | niet geplaatst       | niet geplaatst       | niet geplaatst       | niet geplaatst |
| Anton Källberg                                 | enkelspel | bye                  | bye                  | Kumar W 4 - 0        | Lin V 1 - 4          | niet geplaatst           | niet geplaatst       | niet geplaatst       | niet geplaatst       | niet geplaatst |
| Mattias Falck Anton Källberg Kristian Karlsson | team      | n.v.t.               | n.v.t.               | n.v.t.               | n.v.t.               | Verenigde Staten W 3 - 1 | Japan V 1 - 3        | niet geplaatst       | niet geplaatst       | niet geplaatst |

Vrouwen
| atlete             | onderdeel | voorronde            | eerste ronde         | tweede ronde         | derde ronde          | vierde ronde         | kwartfinale          | halve finale         | finale / BM          | finale / BM    |
| atlete             | onderdeel | tegenstander uitslag | tegenstander uitslag | tegenstander uitslag | tegenstander uitslag | tegenstander uitslag | tegenstander uitslag | tegenstander uitslag | tegenstander uitslag | rang           |
| ------------------ | --------- | -------------------- | -------------------- | -------------------- | -------------------- | -------------------- | -------------------- | -------------------- | -------------------- | -------------- |
| Linda Bergström    | enkelspel | bye                  | Mukherjee V 3 - 4    | niet geplaatst       | niet geplaatst       | niet geplaatst       | niet geplaatst       | niet geplaatst       | niet geplaatst       | niet geplaatst |
| Christina Källberg | enkelspel | bye                  | Shao V 3 - 4         | niet geplaatst       | niet geplaatst       | niet geplaatst       | niet geplaatst       | niet geplaatst       | niet geplaatst       | niet geplaatst |

### Tennis
Vrouwen
| atlete           | onderdeel | eerste ronde           | tweede ronde         | derde ronde          | kwartfinale          | halve finale         | finale / BM          | finale / BM    |
| atlete           | onderdeel | tegenstander uitslag   | tegenstander uitslag | tegenstander uitslag | tegenstander uitslag | tegenstander uitslag | tegenstander uitslag | rang           |
| ---------------- | --------- | ---------------------- | -------------------- | -------------------- | -------------------- | -------------------- | -------------------- | -------------- |
| Rebecca Peterson | enkelspel | Sherif W 7-5, 7-6(7-1) | Rybakina V 2-6, 3-6  | niet geplaatst       | niet geplaatst       | niet geplaatst       | niet geplaatst       | niet geplaatst |

### Voetbal
Vrouwen
| Atleten | Onderdeel | Resultaat |
| --- | --------- | --------- |
| Hedvig Lindahl Jonna Andersson Emma Kullberg Hanna Glas Hanna Bennison Magdalena Eriksson Madelen Janogy Lina Hurtig Kosovare Asllani Sofia Jakobsson Stina Blackstenius Jennifer Falk Amanda Ilested Nathalie Björn Olivia Schough Filippa Angeldal Caroline Seger Fridolina Rolfö Anna Anvegård Julia Roddar Rebecka Blomqvist Zećira Mušović | vrouwen   | Zilver    |

| Groep |                  |             |             |             |             |            |            |            |        |
| #     | Land             | Wedstrijden | Wedstrijden | Wedstrijden | Wedstrijden | Doelpunten | Doelpunten | Doelpunten | Punten |
| #     | Land             | G           | W           | G           | V           | V          | T          | Saldo      | Punten |
| 1     | Zweden           | 3           | 3           | 0           | 0           | 9          | 2          | 7          | 9      |
| 2     | Verenigde Staten | 3           | 1           | 1           | 1           | 6          | 4          | 2          | 4      |
| 3     | Australië        | 3           | 1           | 1           | 1           | 4          | 5          | -1         | 4      |
| 4     | Nieuw-Zeeland    | 3           | 0           | 0           | 3           | 2          | 10         | -8         | 0      |

| Ronde        | Datum           | Lokale tijd | MEZT  | Plaats   | Land   | Uitslag            | Land             |  |
| ------------ | --------------- | ----------- | ----- | -------- | ------ | ------------------ | ---------------- |  |
| groepsfase   | 21 juli 2021    | 17:30       | 10:30 | Tokio    | Zweden | 3–0                | Verenigde Staten |  |
| groepsfase   | 24 juli 2021    | 17:30       | 09:30 | Saitama  | Zweden | 4–2                | Australië        |  |
| groepsfase   | 27 juli 2021    | 17:00       | 10:00 | Rifu     | Zweden | 2-0                | Nieuw-Zeeland    |  |
|              |                 |             |       |          |        |                    |                  |  |
| kwartfinale  | 30 juli 2021    | 19:00       | 12:00 | Saitama  | Zweden | 3-1                | Japan            |  |
|              |                 |             |       |          |        |                    |                  |  |
| halve finale | 2 augustus 2021 | 20:00       | 13:00 | Yokohama | Zweden | 1-0                | Australië        |  |
|              |                 |             |       |          |        |                    |                  |  |
| finale       | 6 augustus 2021 | 21:00       | 14:00 | Yokohama | Zweden | 1-1 penalties: 2-3 | Canada           |  |

### Wielersport

#### Mountainbiken
Vrouwen
| atlete         | onderdeel    | tijd          | rang |
| -------------- | ------------ | ------------- | ---- |
| Jenny Rissveds | mountainbike | 1:21:28 +5:42 | 14   |

#### Wegwielrennen
Vrouwen
| atleet        | onderdeel    | tijd | rang |
| ------------- | ------------ | ---- | ---- |
| Emilia Fahlin | wegwedstrijd | DNS  | DNS  |
| Emilia Fahlin | tijdrit      | DNS  | DNS  |

### Worstelen

#### Grieks-Romeins
Mannen
| atleet                 | onderdeel | eerste ronde         | kwartfinale          | halve finale         | herkansing           | finale / BM          | finale / BM |
| atleet                 | onderdeel | tegenstander uitslag | tegenstander uitslag | tegenstander uitslag | tegenstander uitslag | tegenstander uitslag | rang        |
| ---------------------- | --------- | -------------------- | -------------------- | -------------------- | -------------------- | -------------------- | ----------- |
| Alex Bjurberg Kessidis | −77 kg    | Huseynov V 1 - 3     | niet geplaatst       | niet geplaatst       | niet geplaatst       | niet geplaatst       | 11          |

#### Vrije stijl
Vrouwen
| atlete          | onderdeel | eerste ronde         | kwartfinale          | halve finale         | herkansing           | finale / BM          | finale / BM |
| atlete          | onderdeel | tegenstander uitslag | tegenstander uitslag | tegenstander uitslag | tegenstander uitslag | tegenstander uitslag | rang        |
| --------------- | --------- | -------------------- | -------------------- | -------------------- | -------------------- | -------------------- | ----------- |
| Sofia Mattsson  | −53 kg    | Phogat V 1 - 3       | niet geplaatst       | niet geplaatst       | niet geplaatst       | niet geplaatst       | 13          |
| Henna Johansson | −62 kg    | Armi W 3 - 1         | Kawai V 1 - 3        | niet geplaatst       | Ovcharova V 1 - 3    | niet geplaatst       | 7           |

### Zeilen
Mannen
| atleet                           | onderdeel    | race | race | race | race | race | race | race | race | race | race | race   | netto punten | eindnotering |
| atleet                           | onderdeel    | 1    | 2    | 3    | 4    | 5    | 6    | 7    | 8    | 9    | 10   | M      | netto punten | eindnotering |
| -------------------------------- | ------------ | ---- | ---- | ---- | ---- | ---- | ---- | ---- | ---- | ---- | ---- | ------ | ------------ | ------------ |
| Jesper Stålheim                  | Laser Radial | 22   | 11   | 1    | 20   | 4    | 17   | 11   | 9    | 29   | 13   | n.v.t. | 108          | 14           |
| Max Salminen                     | Finn         | 8    | 12   | 7    | 8    | 12   | 8    | 4    | 2    | 11   | 12   | 18     | 90           | 9            |
| Anton Dahlberg Fredrik Bergström | 470          | 1    | 15   | 8    | 5    | 6    | 11   | 1    | 5    | 3    | 1    | 4      | 43           | Zilver       |

Vrouwen
| atleet                           | onderdeel    | race | race | race | race | race | race | race | race | race | race | race   | netto punten | eindnotering |
| atleet                           | onderdeel    | 1    | 2    | 3    | 4    | 5    | 6    | 7    | 8    | 9    | 10   | M      | netto punten | eindnotering |
| -------------------------------- | ------------ | ---- | ---- | ---- | ---- | ---- | ---- | ---- | ---- | ---- | ---- | ------ | ------------ | ------------ |
| Josefin Olsson                   | Laser Radial | 34   | 15   | 8    | 4    | 1    | 6    | 4    | 9    | 22   | 10   | 1      | 81           | Zilver       |
| Olivia Bergström Lovisa Karlsson | 470          | 19   | 10   | 10   | 16   | 7    | 9    | 18   | 14   | 11   | 18   | n.v.t. | 111          | 14           |

Gemengd
| atleet                      | onderdeel | race | race | race | race | race | race | race | race | race | race | race | race | race   | netto punten | eindnotering |
| atleet                      | onderdeel | 1    | 2    | 3    | 4    | 5    | 6    | 7    | 8    | 9    | 10   | 11   | 12   | M      | netto punten | eindnotering |
| --------------------------- | --------- | ---- | ---- | ---- | ---- | ---- | ---- | ---- | ---- | ---- | ---- | ---- | ---- | ------ | ------------ | ------------ |
| Emil Järudd Cecilia Jonsson | Nacra 17  | 18   | 13   | 11   | 16   | 12   | 14   | 19   | 16   | 3    | 10   | 16   | 16   | n.v.t. | 144          | 14           |

### Zwemmen
Mannen
| atleet           | onderdeel             | serie    | serie | halve finale   | halve finale   | finale         | finale         |
| atleet           | onderdeel             | tijd     | rang  | tijd           | rang           | tijd           | rang           |
| ---------------- | --------------------- | -------- | ----- | -------------- | -------------- | -------------- | -------------- |
| Robin Hanson     | 100 meter vrije slag  | 49.07    | 27    | niet geplaatst | niet geplaatst | niet geplaatst | niet geplaatst |
| Robin Hanson     | 200 meter vrije slag  | 1:47.02  | 23    | niet geplaatst | niet geplaatst | niet geplaatst | niet geplaatst |
| Victor Johansson | 800 meter vrije slag  | 7:49.14  | =10   |                |                | niet geplaatst | niet geplaatst |
| Victor Johansson | 1500 meter vrije slag | 15:05.53 | 18    |                |                | niet geplaatst | niet geplaatst |
| Erik Persson     | 200 meter schoolslag  | 2:08.76  | 6 Q   | 2:08.76        | 8 Q            | 2:08.88        | 8              |
| Björn Seeliger   | 50 meter vrije slag   | 22.19    | 23    | niet geplaatst | niet geplaatst | niet geplaatst | niet geplaatst |

Vrouwen
| atleet                                                                     | onderdeel                | serie        | serie        | halve finale   | halve finale   | finale         | finale         |
| atleet                                                                     | onderdeel                | tijd         | rang         | tijd           | rang           | tijd           | rang           |
| -------------------------------------------------------------------------- | ------------------------ | ------------ | ------------ | -------------- | -------------- | -------------- | -------------- |
| Michelle Coleman                                                           | 50 meter vrije slag      | 24.84        | 20           | niet geplaatst | niet geplaatst | niet geplaatst | niet geplaatst |
| Michelle Coleman                                                           | 100 meter vrije slag     | 53.53        | 12 Q         | 53.73          | 14             | niet geplaatst | niet geplaatst |
| Michelle Coleman                                                           | 100 meter rugslag        | 1:00.54      | 21           | niet geplaatst | niet geplaatst | niet geplaatst | niet geplaatst |
| Emelie Fast                                                                | 100 meter schoolslag     | 1:07.98      | 27           | niet geplaatst | niet geplaatst | niet geplaatst | niet geplaatst |
| Louise Hansson                                                             | 100 meter rugslag        | niet gestart | niet gestart | niet gestart   | niet gestart   | niet gestart   | niet gestart   |
| Louise Hansson                                                             | 100 meter vlinderslag    | 56.97        | 6 Q          | 56.92          | 7 Q            | 56.22          | 5              |
| Sophie Hansson                                                             | 100 meter schoolslag     | 1:05.66      | 4 Q          | 1:05.81        | 4 Q            | 1:06.07        | 6              |
| Sophie Hansson                                                             | 200 meter schoolslag     | 2:23.82      | 12 Q         | 2:24.28        | 10             | niet geplaatst | niet geplaatst |
| Sarah Sjöström                                                             | 50 meter vrije slag      | 24.26        | 4 Q          | 24.13          | 3 Q            | 24.07          | Zilver         |
| Sarah Sjöström                                                             | 100 meter vrije slag     | 52.91        | 5 Q          | 52.82          | 4 Q            | 52.68          | 5              |
| Sarah Sjöström                                                             | 100 meter vlinderslag    | 56.18        | 3 Q          | 56.40          | 4 Q            | 56.91          | 7              |
| Michelle Coleman Sara Junevik Louise Hansson Sophie Hansson Sarah Sjöström | 4 × 100 meter vrije slag | 3:35.93      | 8 Q          |                |                | 3:34.69        | 6              |
| Michelle Coleman Louise Hansson Sophie Hansson Sarah Sjöström              | 4 × 100 meter wisselslag | 3:56.23      | 5 Q          |                |                | 3:54.27        | 5              |